# Comunità montana del Pollino
La Comunità montana del Pollino, definita anche Comunità montana Italo-Abëreshë del Pollino, era un comprensorio montano istituito con la Legge regionale n. 4 del 29 gennaio 1974. Con Legge Regionale n.25/2013 le Comunità Montane calabresi sono state soppresse e poste in liquidazione. Con delibera della Giunta Regionale n. 243 del 04/07/2013 sono stati nominati i Commissari liquidatori.

## Geografia e generalità
Si trovava nell'alta valle del fiume Coscile ed abbracciava le falde calabresi del massiccio del Pollino. Ne facevano parte 11 comuni, di cui 5 minoranze linguistiche albanesi (Arbëreshë); rispettivamente sono: Acquaformosa,
Civita, Frascineto, Lungro, San Basile. Gli altri 6 comuni non Arbëreshë sono:
Castrovillari, Laino Borgo, Laino Castello, Morano Calabro, Mormanno e Saracena. La popolazione è di circa 47 000 abitanti.
Tutti questi centri fanno già parte del Parco nazionale del Pollino istituito nel 1995
e del GAL "Pollino Sviluppo" istituito nel 1997.

## Comuni
| Stemma | Comune         | Popolazione (ab) | Superficie (km2) |
| ------ | -------------- | ---------------- | ---------------- |
|        | Acquaformosa   | 1.184            | 22 km²           |
|        | Castrovillari  | 22.518           | 130,18 km²       |
|        | Civita         | 978              | 27 km²           |
|        | Frascineto     | 2.304            | 28,78 km²        |
|        | Laino Borgo    | 2.080            | 56,73 km²        |
|        | Laino Castello | 898              | 39,34 km²        |
|        | Lungro         | 2.825            | 35 km²           |
|        | Morano Calabro | 4.807            | 112,34 km²       |
|        | Mormanno       | 3.365            | 75,90 km²        |
|        | San Basile     | 1.080            | 18 km²           |
|        | Saracena       | 4.092            | 111,51 km²       |

## Strutture di competenza
Hanno tutti sede nel capoluogo Castrovillari in via Mario Cappelli, 1.
- Ufficio Affari Generali e Gestione Risorse Umane
- Ufficio Finanziario
- Ufficio Lavori Pubblici ed Urbanistica
- Ufficio Protocollo
- Ufficio Sportello Unico Attività Produttive

## Galleria d'immagini

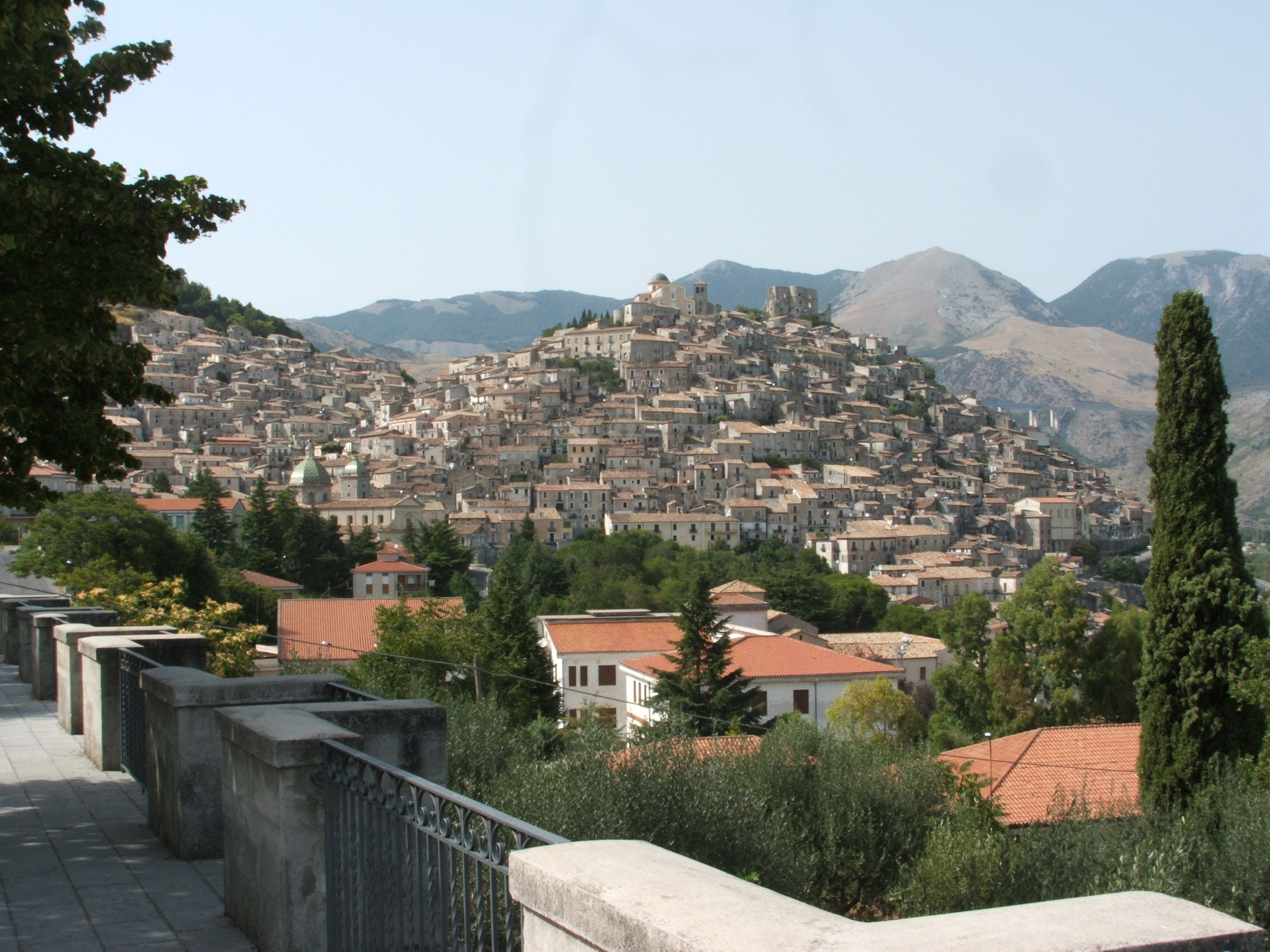
Panorama del centro storico di Morano Calabro
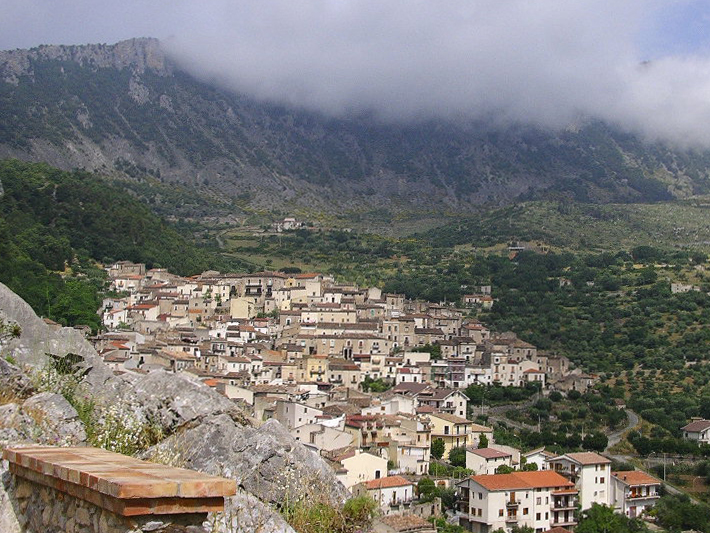
Centro storico di Civita